# تشارلز ويزلي تورنبول
تشارلز ويزلي تورنبول (بالإنجليزية: Charles Wesley Turnbull)‏ هو سياسي أمريكي، ولد في 5 فبراير 1935 في سانت توماس في الولايات المتحدة. نشط حزبياً في الحزب الديمقراطي. وقد انتخب حاكم جزر العذراء الأمريكية ‏ (4 يناير 1999 – 2007).

## وصلات خارجية
- تشارلز ويزلي تورنبول على موقع إن إن دي بي (الإنجليزية)